# 康杨镇
康杨镇，是中华人民共和国青海省黄南藏族自治州尖扎县下辖的一个乡镇级行政单位。

## 行政区划
康杨镇下辖以下地区：
桥头社区、城上村、崖湾村、巷道村、宗子拉村、沙力木村、尕麻唐村、上庄村、西麻拉村、东门村、寺门村、河滩村和格曲村。